# 弗亞特卡
51°27′36″N 33°58′2″E / 51.46000°N 33.96722°E
弗亞特卡（烏克蘭語：В'ятка）是位於烏克蘭東北部的村莊，由蘇梅州科諾托普區的普蒂夫利市鎮負責管轄。該村處於克列文河右岸，分別距離彼得羅巴甫利夫斯卡鎮0.5公里和霍夫齊夫卡1.5公里，海拔高度146米，2001年人口19。